# Cephaloscyllium laticeps
Cephaloscyllium laticeps е вид хрущялна риба от семейство Scyliorhinidae.

## Разпространение
Видът е разпространен в Австралия (Виктория, Западна Австралия, Нов Южен Уелс и Южна Австралия).